# Carl Spitteler
Carl Friedrich Georg Spitteler (Liestal, 24 aprile 1845 – Lucerna, 29 dicembre 1924) è stato un poeta, critico letterario e insegnante svizzero.

## Biografia
Nato nel 1845 a Liestal, nel canton Basilea campagna, in Svizzera tedesca, Spitteler studiò dapprima giurisprudenza all'Università di Basilea (1863) per assecondare il padre, Karl Spitteler (1809-1878), giudice e Cancelliere di Stato, ostile all'idea che il suo primogenito intraprendesse una carriera letteraria. Dopo l'episodio della fuga del 1866, durante il quale Spitteler girovagò nella Svizzera centrale e occidentale prima di recarsi a Lucerna, egli studiò teologia all'Università di Zurigo, e successivamente a Heidelberg. Questo periodo (1865-1870) fu contrassegnato da intense letture e dalla preparazione di bozze letterarie. Sebbene avesse terminato gli studi, egli rinunciò alla nomina quale pastore ad Arosa.
In seguito, dall'agosto 1871 fino al 1879, lavorò come precettore in Russia e in Finlandia presso le famiglie Standerstkjöld e von Cramer.
Di ritorno in patria alla morte del padre nel 1878, egli insegnò nella scuola per ragazze a Berna, diretta dall'amico d'infanzia Joseph Victor Widmann, tra il 1878 e il 1880, dove incontrò la sua futura moglie, l’olandese Maria Op den Hooff.
A sue spese, Spitteler pubblicò tra il 1880 e il 1881 la sua prima opera epica intitolata «Prometeo ed Epimeteo», scritta in uno stile considerato come antiquato; l'epopea fu poco notata dal pubblico anche se le rare critiche furono positive.
Sempre per guadagnarsi da vivere, Spitteler collaborò col giornale Der Bund come redattore e insegnò il tedesco, il greco e il latino al proginnasio di La Neuveville, scuola media per ragazzi, fra il 1881 e il 1885. Il matrimonio con Maria Op den Hooff ebbe luogo nel 1883. Nacquero due figlie: Anna e Marie-Adèle.
Malgrado il fatto che l’insegnamento non fu per Spitteler una vocazione, ma un'attività essenzialmente di necessità, egli cercò di oltrepassare la rigidità dei programmi scolastici, cercando di sensibilizzare gli alunni a tematiche letterarie e di colmare la loro curiosità. Spitteler diede le dimissioni nel 1885; la carriera letteraria, inizialmente come redattore presso diversi quotidiani (Der Kunstwart o la Neue Zürcher Zeitung) si stava già avviando.
La famiglia si recò a Basilea (1885-1889) prima di stabilirsi a Lucerna nel 1892. Fino all’inizio del XX secolo, Carl Spitteler fu al contempo giornalista, critico letterario per diversi quotidiani svizzeri (Schweizer Grenzpost, Thurgauer Zeitung, Basler Nachrichten, Neue Zürcher Zeitung) e scrittore indipendente.
Alla morte del suocero, la coppia ereditò la Villa Wilhelmina a Lucerna, così come un capitale che permise a Spitteler di dedicarsi pienamente alla scrittura. La sua epopea «Primavera olimpica» (Olympischer Frühling) venne pubblicata in quattro volumi, tra il 1900 e il 1905: essa gli procurerà, nel 1915 il dottorato honoris causa dell'Università di Losanna, nel 1918 il Gran premio della Fondazione Schiller e finalmente, nel 1919, il Premio Nobel per la letteratura.
Durante la prima guerra mondiale si batté vigorosamente a favore della neutralità svizzera e contro la partecipazione al conflitto a fianco della Germania, in particolare quando pronunciò, il 14 dicembre 1914, nell'ambito della Nuova società elvetica a Zurigo, un discorso patriottico intitolato «La neutralità di noi Svizzeri» (Unser Schweizer Standpunkt). Già noto come intellettuale, autore e giornalista letto da un vasto pubblico, e che l’Università di Zurigo aveva onorato nel 1905 con il titolo di dottore honoris causa, Spitteler suscitò il vivo risentimento della maggior parte degli Svizzeri di lingua tedesca e dei Tedeschi, e quindi perse praticamente tutto il suo lettorato. In seguito alla fine della guerra, la sua notorietà si ripristinò dopo esser stata scalfita dalle sue posizioni pro-elvetiche, che rimettevano appunto in causa i sentimenti germanofili e francofili degli Svizzeri.
Il suo 70º e il suo 75º compleanno furono celebrati pubblicamente e in pompa magna. Ferdinand Hodler realizzò il suo ritratto, all’età di 75 anni. All’apice della sua celebrità, pronunciò un discorso in occasione delle commemorazioni del centenario della nascita di Gottfried Keller, che Spitteler aveva incontrato nel 1881, e ricevette, nel 1920, retroattivamente per l'anno 1919, il premio Nobel per la letteratura, in riconoscimento al suo poema epico Olympischer Frühling, e che sigillò definitivamente il suo statuto per la posterità.
Morì nel 1924 a Lucerna. La sua famiglia ricevette omaggi pubblici e monumenti alla sua memoria furono eretti a Lucerna e a Liestal.

## Riscoperta
Sebbene Carl Spitteler sia stato il primo Svizzero ad avere ricevuto il Premio Nobel per la letteratura, la sua notorietà nel corso degli anni è praticamente scomparsa, soprattutto nelle parti latine delle Svizzera. Durante una visita ufficiale in Svizzera nel 2017, il presidente cinese Xi Jinping citò un passaggio del poeta: "la felicità suprema è trovare amici con cui condividere il tuo respiro come il tuo destino".
I fondi archivistici di Carl Spitteler si trovano all'Archivio svizzero di letteratura a Berna, alla Biblioteca centrale di Zurigo e presso il Dichter- und Stadtmuseum a Liestal.
Il centenario dell’assegnazione del Premio Nobel per la letteratura è stato celebrato in tutta la Svizzera nel 2019. Sono stati organizzati numerosi eventi, fra i quali una mostra al Dichter- und Stadtmuseum à Liestal («Poesie und Politik»), al Musée d'Art et d'Histoire de La Neuveville («Une point de vue neuvevillois. Spitteler en Suisse romande») e al Centre interrégional de perfectionnement di Tramelan («Spitteler. L'essentiel»).

## Opere
Come poeta fu un solitario, indipendente dalle correnti letterarie in voga ai suoi tempi. Fu autore di poesie sia di stampo pessimistico sia di stampo eroico. La sua prima opera, Prometheus und Epimetheus, fu un poema in prosa ritmica, scritto in un linguaggio arcaicizzante che ricorda il linguaggio delle sacre scritture, rielaborato da Spitteler nel 1924, poco prima della sua morte, col titolo Prometheus der Dulder («Prometeo il paziente»).
- 1881 - Prometheus und Epimetheus [Prometeo ed Epimeteo]
- 1883 - Extramundana (1883)
- 1889 - Schmetterlinge [Farfalle]
- 1891 - Friedli der Kolderi
- 1892 - Gustav
- 1892 - Litterarische Gleichnisse [Parabole letterarie]
- 1896 - Balladen [Ballate]
- 1897 - Der Gotthard
- 1898 - Conrad der Leutnant [Corrado il tenente]
- 1898 - Lachende Wahrheiten [Verità ridenti]
- 1900/1906 - Olympischer Frühling [Primavera olimpica] (4 volumi)
  - I. Die Auffahrt
  - II. Hera die Braut
  - III. Die Hohe Zeit
  - IV. Ende und Wende
- 1906 - Imago